# 中華日報

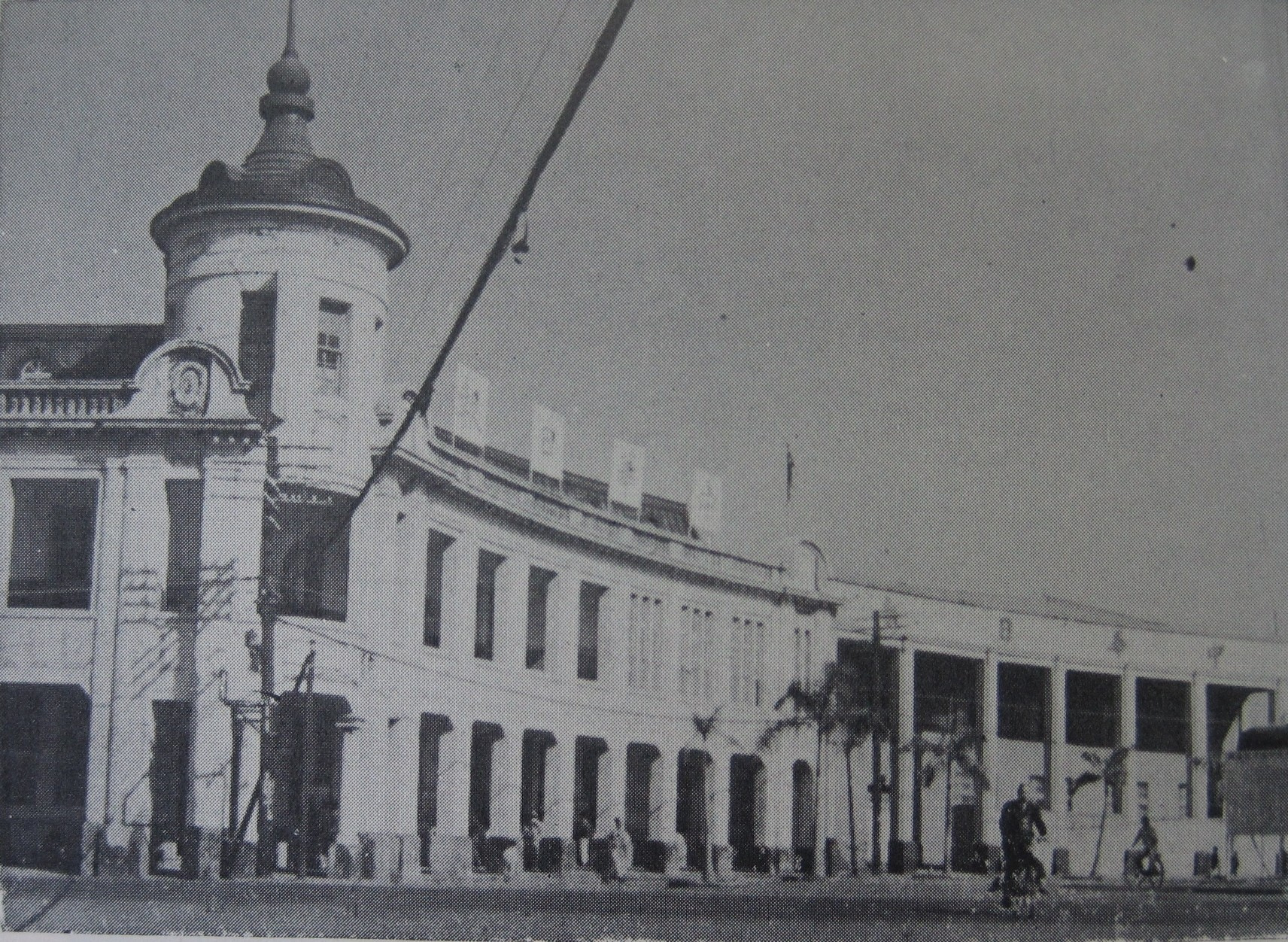
中華日報初代總部

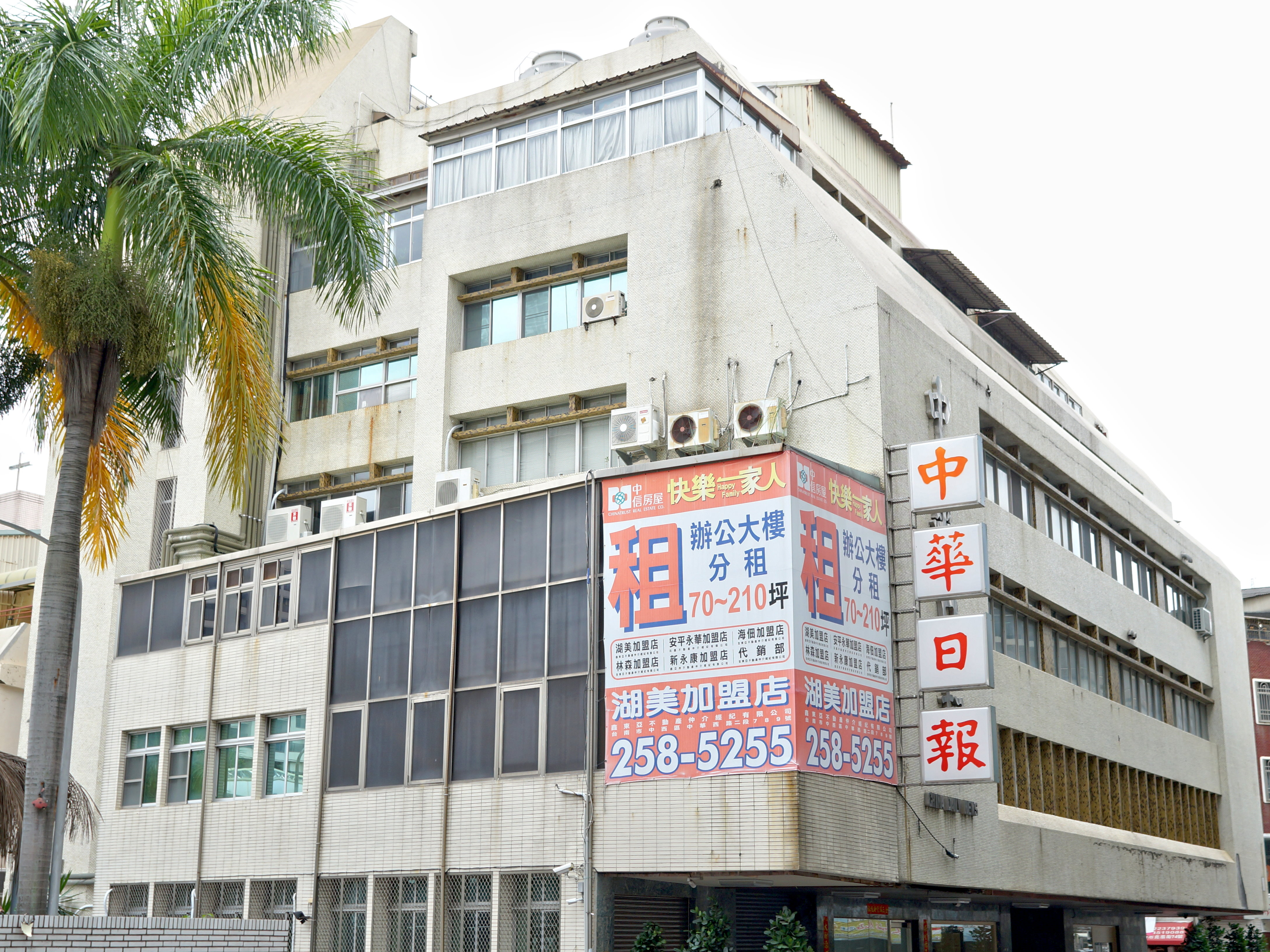
中華日報總部

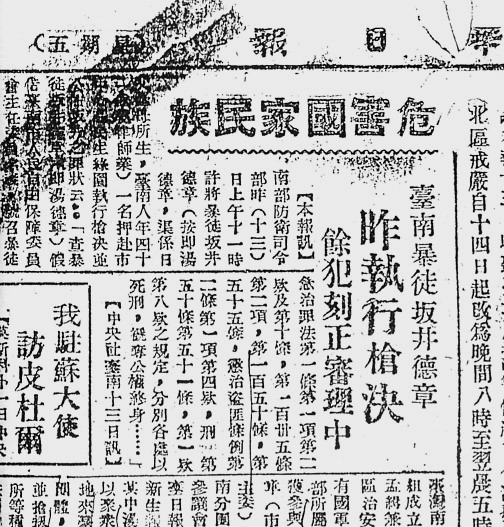
1947年3月14日《中華日報》報導稱於二二八事件時遭國民政府軍殺害的民選臺南市長候選人湯德章律師是「危害國家民族的暴徒」

《中華日報》是中國國民黨於1946年在臺灣臺南市所創辦的地方報。公司全名為「臺灣中華日報社股份有限公司」，目前為中央投資公司持有的企業，2024年1月25日最高行政法院判決確定後中投公司所屬資產全數收歸國有。

## 簡史
1946年（民國35年）2月20日在臺灣臺南市創刊；創刊初期，《中華日報》總社設於臺南車站前方，原建物為日本勸業銀行臺南分行（1981年拆除）。1948年（民國37年）2月20日在臺北市設立總社並增出北部版，一度採南北兩版平行發行形式。由於當時臺灣甫脫離日治時期，為考量民眾閱讀：有中、日文並刊設計，作家龍瑛宗即曾任日文版文藝欄主編；後因臺灣省行政長官公署下令1946年10月25日起全臺所有報紙、雜誌附刊之日文版一律撤除，遂同日起改為純中文版。
自有印刷廠，印報工廠位於臺南市永康工業區內，占地廣達一千五百坪，廠房空間寬敞，並擁有各項印報設備。
航運專報；航運部負責發行另一份報紙─「中華日報航運版」，這是一份在臺北獨立作業的專業性報紙，以服務港務、航運、外貿、兩岸商務及交通等業者為主要目標，影響力及發行網遍及臺灣地區。
中華日報是中國國民黨「三中黨產」之一，因應立法院通過「黨政軍退出媒體」的決議，國民黨自2005年開始陸續尋求出脫「五中黨產」：中影、中廣、中視、中華日報、中央日報；中國時報集團經評估後只買下三中，退回中華日報與中央日報。2006年5月24日，中國國民黨決議停止挹注資金給二中，同月31日，中央日報停刊。
至於中華日報，則因在臺南的地方影響力大，且有旅行社等副業，經營狀況尚稱良好、能自給自足；經過數次員工薪資結清後，中華日報目前是獨立資金狀態。

## 歷史
1946年2月20日《中華日報》創刊。發行地點臺南市。發行人盧冠群、總編輯俞棘。「中華日報」為中國國民黨中央宣傳委員會直屬刊物。
1948年2月20日起，於臺北市發行「北版」。
1951年起《中華日報》總社遷移至臺北市，總社下轄「南社」、「北社」兩單位。
1987年10月1日起，南北兩社合併營業。「中華日報」與「臺灣新生報」、「和平日報」鼎足而三
1987年起舉辦了二十一屆「梁實秋文學獎」至2008年，被認為是一年一度的文壇盛事。
1990年起，前後達十七年「大孝獎」，對發揚固有傳統孝道美德，善盡媒體社會教育功能。
2009年起，與張麗堂文教助學基金會、中國孔學會、臺南市書道印藝學會，合辦「大臺南國中、國小學生書法比實」，學生得獎作品並與中國孔學會、臺南市書道印藝學會會員作品舉行聯展，同時出版專輯。
2012年起，連續兩年在母親節、父親節、教師節舉辦卡拉OK歌唱大賽，報名參賽至為踴躍，成為臺南一大盛事。
2013年舉辦「兩岸臺南一衢州中小學生書法比賽」。對於鼓勵中小學生書法習作與儒家文化的重視、促進兩岸書法藝術交流頗具效果。
2014年起，在國家一級古蹟億載金城周邊道路舉辦「中華盃慈善夜跑」，對於鼓舞全民運動。
2016年（5月）起，連續三年在台南舉辦海峽兩岸少兒美術大展。
2016年12月，開闢「寵物專版」，先後在臺南南紡購物中心廣場及小北成功夜市舉辦「寵物暨文創嘉年華」，喚起全民愛護動物；2017年12月再次在台南市小北成功夜市場地辦理「大台南寵物嘉年華暨歲末寒冬送暖」活動，體現中華日報與地方連結的決心。
2017年3月，因應紙媒閱報人數的下降，進行行動化閱讀轉型，委由百仕文化科技股份有公司規劃與建置，進行適合手機閱報的「中華新聞雲」APP開發與建構。
2019年9月，「中華新聞雲」與報紙同步刊登。

## 影響與爭議

### 培育臺灣文壇人才
《中華日報》與行政院文化建設委員會合辦的「梁實秋文學獎」，從1988年（民國七十七年）開始，為臺灣文壇積極培育散文創作及翻譯研究的人才，同時也發展出版事業，其副刊更是當時數一數二的新文學搖籃。曾連載著名教育家蔣夢麟的自傳《西潮》中文版。

### 對臺南地方政壇的影響力
在臺南地方上，《中華日報》被視為國民黨的代言人，其立場也對台南政治造成影響：前臺南市市長辛文炳曾經回憶第一屆民選市長時，國民黨籍的黃百祿與無黨籍的葉廷珪通過初選進入第二次投票，當時《中華日報》報導一直讚揚黃百祿、批評葉廷珪，反而導致市民反感而使葉廷珪當選。自己與葉廷珪角逐市長時，市黨部要求《中華日報》不要一直報導辛文炳好，也不要一直批評葉廷珪，最後自己才當選。

### 白曉燕命案
1997年4月14日晚上，白冰冰得知女兒被綁架後立即報案，警方也高度重視，並成立「0414」專案小組。然而不知是何人走漏了風聲，當時與警界有著密切聯繫的主要媒體，在第一時間得知白曉燕被綁架的消息。不僅立即打電話給白冰冰確認此案，還爭先抵達白家，希望取得「獨家新聞」。無論白冰冰如何哀求記者不要寫、不要報導，《中華日報》和《大成報》仍在次日刊登白曉燕遭綁架的消息，且進行一連串的追蹤報導，令此案的發展走向一條不可挽回的道路。

## 外部連結
- 中華日報（页面存档备份，存于）（每日凌晨1時30分更新）
- 中華日報資料庫（须於受權圖書館使用）